# Oedistoma
Oedistoma är ett fågelsläkte i familjen bärpickare inom ordningen tättingar. Släktet omfattar endast två arter som förekommer på Nya Guinea:
- Dvärgböjnäbb (O. iliolophus)
- Pygméböjnäbb (O. pygmaeum)